# ピノタージュ

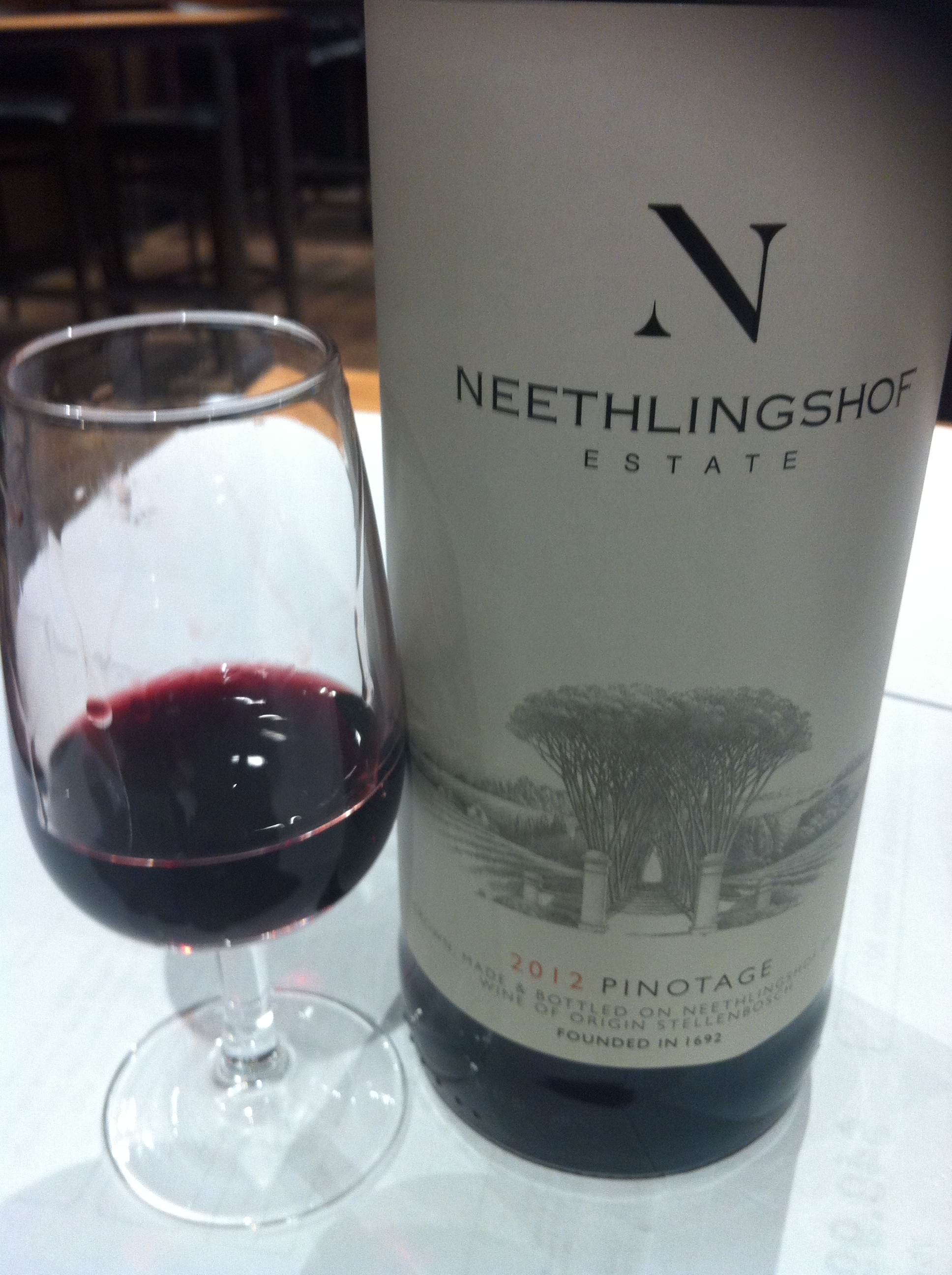
ステレンボッシュ産のピノタージュからなるワイン

ピノタージュ（Pinotage）は、南アフリカ共和国原産の赤ワイン用ブドウ品種である。

## 概要
1925年、南アフリカのステレンボッシュ大学の教授だったアブラハム・アイザック・ペロード（Abraham Izak Perold）により、高品質だが栽培の難しいピノ・ノワールと南アフリカで容易に栽培可能なサンソー（エルミタージュ）の交配種のなかから選抜された。名称はピノ・ノワールとエルミタージュの名前をそれぞれ取って付けられた 。商業的な植樹は1941年に行われ、1961年には商品化されるに至った。1976年にはイギリスの評論家からアセトンのような匂いがあると酷評され栽培例が減少したが、その後は評価が上がり、現在では南アフリカにおける赤ワイン用品種としては、カベルネ・ソーヴィニヨン、シラーに次いで第3位の栽培面積をもつ。南アフリカ以外での栽培例は稀である。
ピノタージュは樹勢が多産な品種であるため、高品質なワインを造るためには収量制限が必要となる。産出されるワインにはプラムやラズベリーのほか、スモーキーな香りがあると言われる。ピノタージュを中心にと他の品種をブレンドして造るワインを「ケープブレンド」と呼ぶ。